# Уральська надглибока свердловина
58°22′38″ пн. ш. 59°43′46″ сх. д. / 58.37722° пн. ш. 59.72944° сх. д.
58°22′38″ пн. ш. 59°43′45″ сх. д. / 58.3772405691° пн. ш. 59.729197077739° сх. д.
Уральська надглибока свердловина (СГ-4) — одна з найглибших свердловин в Радянському Союзі та Росії, пробурена на 6 015 метрів. Знаходиться за 5 км на захід від міста Верхня Тура в Свердловській області. Роботи вела Уральська геологорозвідувальна експедиція надглибокого буріння (УГРЕ СГБ) в 1985—2004 рр.. Розрахункова глибина свердловини становила 15 км.

## Історія
Фундаментальні геологічні дослідження, що проводились у зв'язку з реалізацією Програми надглибокого буріння в СРСР, дозволили розпочати будівництво нової свердловини на території Середнього Уралу. До середини 1980-х рр. на місці буріння був зведений комплекс виробничих і адміністративних будівель, у Верхній Турі для обслуговчого персоналу було створене житлове селище Кам'янка-Геолог.
Буріння Уральської надглибокої свердловини почалося 15 червня 1985 року. Спочатку роботи велися буровою установкою «Уралмаш-4Е», що зазвичай використовувалась для нафторозвідки. Вже до кінця року був пройдений перший кілометр. Буріння проводилося з безперервним відбором керну і супроводжувалося геофізичними дослідженнями, що включають в себе 28 різних методів каротажу.
У 1990 році після досягнення глибини 4 км (максимально можливою для наявного технологічного обладнання) був початий монтаж нової бурової установки, розрахованої на глибину проходження в 15 км, аналогічно використовуваної на СГ-3. По завершенню заміни обладнання в наступному, 1991 році, роботи були продовжені.
На 1 липня 2000 року глибина Уральської надглибокої свердловини становила 5 470 м.
Незважаючи на постійне отримання цінних наукових даних було прийнято рішення про згортання проекту. Роботи були зупинені в грудні 2004 року, коли до отримання важливого етапного результату — досягнення нижньої межі Кабанського рудоносного комплексу та нижчележачих порід — залишалося всього кілька метрів. Офіційно проект був закритий 1 січня 2005 року. Сама свердловина була законсервована.

## Сучасний стан
На даний момент (2015) виробничі будівлі передані місцевому підприємцю, який влаштував на території СГ-4 лісопилку. Каркас 72-метрової бурової вишки новий господар порізав на металобрухт.